# Крал на ринга
Крал на ринга е кеч турнир, използван в WWE. Турнира се е провел годишно от 1985 до 2002, с изключение на 1990 и 1992, и от 1993 до 2002 турнира се водил като pay-per-view турнир.
Турнира остави четири-годишна пауза до неговото завръщане през 2006 като събитие само за марката Разбиване. Турнира се завърна като събитие между WWE и Първична сила през 2008, 2010 и 2015. WWE пусна DVD Най-доброто от Крал на ринга през късната 2011.
Крал на ринга беше събитие, което типично шестнайсет кечисти се бият един на един в индивидуално елиминационна скоба. Когато кечист спечели мач в скоба, той се придвижва напред са да се срещне с друг кечист, който също е спечелил. Последните няколко мача се провеждат на годишното събитие Крал на ринга. Победителя във финалния мач се обявява за Крал на ринга. Имало е други мачове, случили се на събитието Крал на Ринга откакто е било традиционен тричасов pay-per-view турнир.